# Мокробугурнинское сельское поселение
Мокробугу́рнинское се́льское поселе́ние — муниципальное образование в составе Цильнинского района Ульяновской области. Административный центр — село Мокрая Бугурна. 

## История
Статус и границы сельского поселения установлены Законом Ульяновской области от 13 июля 2004 года № 043-ЗО «О муниципальных образованиях Ульяновской области».

## Население
| 2010  | 2012  | 2013  | 2014  | 2015  | 2016  | 2017  |
| ----- | ----- | ----- | ----- | ----- | ----- | ----- |
| 2033  | ↘2017 | ↘1974 | ↘1935 | ↘1899 | ↘1865 | ↘1836 |
| 2018  | 2019  | 2020  | 2021  |       |       |       |
| ↘1802 | ↘1758 | ↘1712 | ↘1653 |       |       |       |

## Состав сельского поселения
В состав поселения входят 7 населённых пунктов: 5 сел, 1 деревни и 1 посёлок.
| № | Населённый пункт     | Тип населённого пункта       | Население |
| - | -------------------- | ---------------------------- | --------- |
| 1 | Богородская Репьёвка | село                         | 289       |
| 2 | Малая Цильна         | село                         | 101       |
| 3 | Мокрая Бугурна       | село, административный центр | 563       |
| 4 | Новое Ирикеево       | посёлок                      | 22        |
| 5 | Покровское           | село                         | 551       |
| 6 | Русская Цильна       | село                         | 337       |
| 7 | Сухая Бугурна        | село                         | 170       |